# Phyllobius scutellaris
Phyllobius scutellaris är en skalbaggsart som beskrevs av Ludwig Redtenbacher 1849. Phyllobius scutellaris ingår i släktet Phyllobius, och familjen vivlar. Arten har ej påträffats i Sverige.